# Leonard Miller
Leonard Miller (Ontário, 26 de novembro de 2003) é um jogador canadense de basquete profissional que atualmente joga no Minnesota Timberwolves da National Basketball Association (NBA).
Anteriormente, ele jogou pela NBA G League Ignite e foi selecionado pelo San Antonio Spurs como a 33º escolha geral no draft da NBA de 2023.

## Início da vida e carreira no ensino médio
Miller nasceu em Scarborough, Ontário, e jogou basquete, vôlei e golfe durante sua infância. Ele jogou basquete pela Bill Crothers Secondary School em Markham, Ontário de 2017 a 2018 e foi transferido para a Thornlea Secondary School em Thornhill, Ontário, na 10ª série, onde ajudou o time a ganhar o título do National Junior Circuit em março de 2019. Miller foi transferido para a Wasatch Academy em Mount Pleasant, Utah, para enfrentar uma competição mais forte, mas recebeu tempo de jogo limitado. Ele foi transferido para a Victory Rock Prep em Bradenton, Flórida, antes de perder vários meses com um pulso direito quebrado em novembro de 2020. Miller optou por jogar uma temporada de pós-graduação na Fort Erie International Academy em Fort Erie, Ontário. Ele se tornou o jogador estrela do time e recebeu mais de 25 ofertas de programas universitários. Em 23 de abril de 2022, ele se declarou para o draft da NBA de 2022. Em 13 de junho de 2022, ele se retirou do draft e decidiu jogar no NBA G League Ignite para a próxima temporada.

### Recrutamento
Miller foi considerado um recruta de cinco estrelas pela Rivals e foi classificado como o segundo melhor prospecto no On3, apesar de jogar no Canadá, com o On3 o classificando em primeiro lugar com o maior potencial na classe de recrutamento. Em 31 de maio de 2022, ele anunciou que buscaria opções profissionais em vez de jogar basquete universitário.

## Carreira profissional

### NBA G League Ignite (2022–2023)
Em 7 de setembro de 2022, Miller assinou um contrato com a NBA G League Ignite. Ele foi nomeado para o Next Up Game inaugural da G-League para a temporada de 2022-23.

### Minnesota Timberwolves / Iowa Wolves (2023–Presente)
Miller foi selecionado pelo San Antonio Spurs como a 33ª escolha geral do draft da NBA de 2023. Ele foi negociado com o Minnesota Timberwolves na noite do draft. Ele fez sua estreia na Summer League em Las Vegas em 7 de julho de 2023. Os Timberwolves anunciaram que havia assinado um contrato com Miller em 9 de julho daquele ano. Ao longo de suas temporadas de novato e segundo ano, ele foi designado várias vezes para o Iowa Wolves da G-League.

## Estatísticas da carreira

### NBA

#### Temporada regular
| Ano     | Equipe    | PJ | PT | MPJ | AP   | 3P   | LL   | RT  | AS | BR | TO | PPJ |
| ------- | --------- | -- | -- | --- | ---- | ---- | ---- | --- | -- | -- | -- | --- |
| 2023–24 | Minnesota | 17 | 0  | 3.1 | .650 | .400 | .500 | 1.2 | .5 | .1 | .1 | 1.7 |

#### Playoffs
| Ano  | Equipe    | PJ | PT | MPJ | AP   | 3P   | LL | RT  | AS | BR | TO | PPJ |
| ---- | --------- | -- | -- | --- | ---- | ---- | -- | --- | -- | -- | -- | --- |
| 2024 | Minnesota | 3  | 0  | 2.3 | .000 | .000 | —  | 1.3 | .0 | .0 | .0 | .0  |

### G-League
| Ano      | Equipe       | PJ | PT | MPJ  | AP   | 3P   | LL   | RT  | AS  | BR  | TO | PPJ  |
| -------- | ------------ | -- | -- | ---- | ---- | ---- | ---- | --- | --- | --- | -- | ---- |
| 2022–23  | NBA G League | 14 | 11 | 28.1 | .500 | .275 | .793 | 8.6 | 1.6 | 1.2 | .6 | 15.1 |
| 2023–24  | Iowa         | 12 | 11 | 26.7 | .528 | .327 | .933 | 6.4 | 1.9 | .8  | .9 | 16.2 |
| Carreira | Carreira     | 26 | 22 | 27.4 | .514 | .301 | .863 | 7.5 | 1.7 | 1.0 | .7 | 15.6 |

## Vida pessoal
O irmão mais velho de Miller, Emanuel, jogou basquete universitário pelo Texas A&M e TCU e atualmente joga em um contrato de duas vias pelo Chicago Bulls.